# Kathrin Ullrich
Kathrin Ullrich (República Democrática Alemana, 14 de agosto de 1967), también llamada Kathrin Wessel, fue una atleta alemana, especializada en la prueba de 10000 m en la que llegó a ser medallista de bronce mundial en 1987.

## Carrera deportiva
En el Mundial de Roma 1987 ganó la medalla de bronce en los 10000 metros, con un tiempo de 31:11.34 segundos, llegando a la meta tras la noruega Ingrid Kristiansen y la soviética Yelena Zhupiyeva.